# Veľká Lomnica
Veľká Lomnica je obec na Slovensku v okrese Kežmarok. V obci žije přibližně 5 500 obyvatel. První písemná zmínka o obci pochází z roku 1257.
Působí zde fotbalový klub FK Veľká Lomnica. Žije tu reprezentant Slovenska v plavání Jakub Kreta.

## Památky v obci

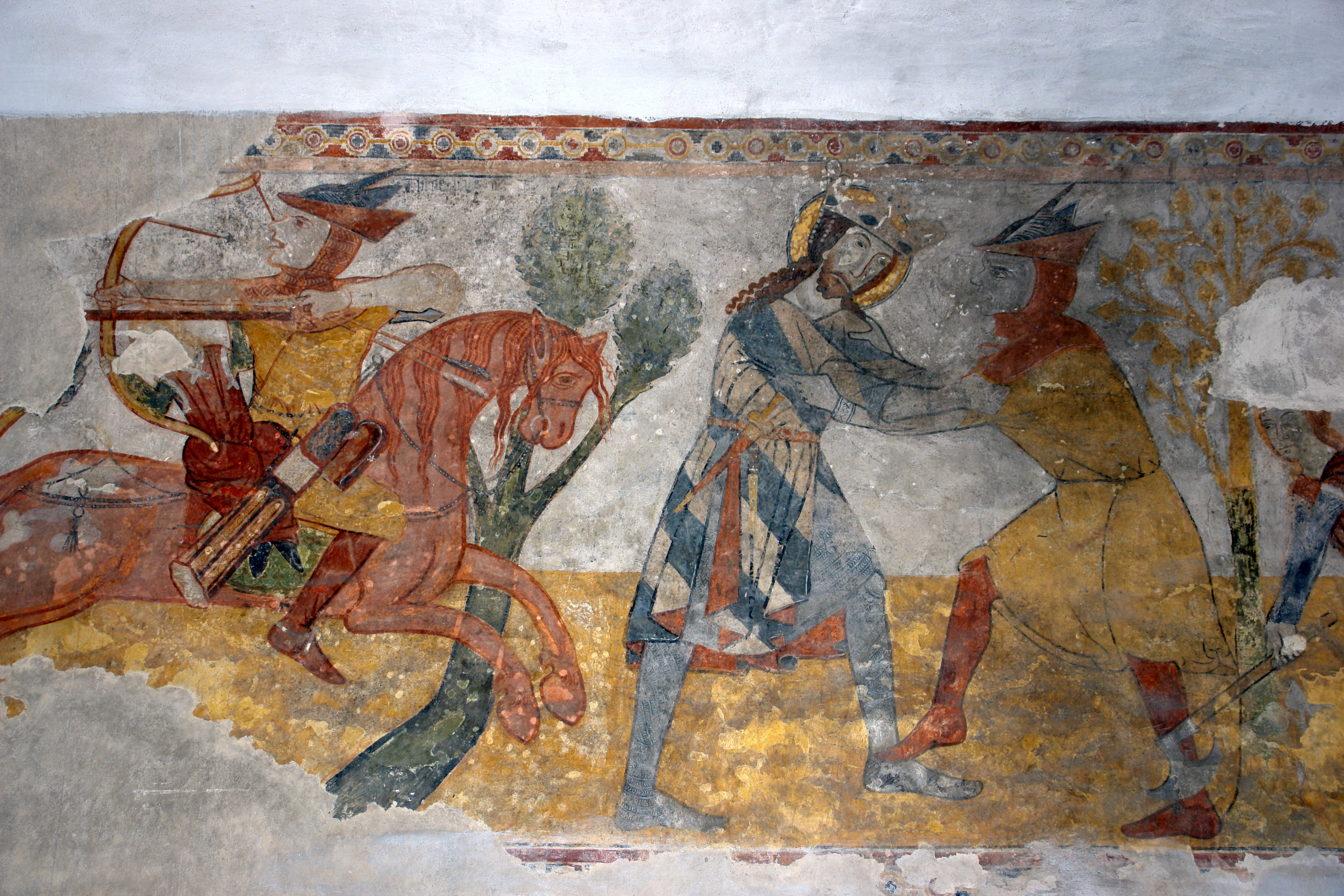
Freska v sakristii kostela sv. Kateřiny

Významnou památkou je románsko-gotický jednolodní kostel sv. Kateřiny Alexandrijské. Byl vybudován v letech 1270–1280. Je pozoruhodný díky monumentální raně gotické fresce v sakristii. Zobrazuje souboj uherského krále Ladislava s Kumánem. Znázorňuje část tzv. Ladislavské legendy. V okolních obcích se nachází více zachovalých středověkých kostelíků – Huncovce, Matejovce, Mlynica a Stará Lesná.

## Významné osobnosti
- Andor Nitsch (1883–1976) – československý politik a meziválečný poslanec
- Juraj Buchholtz starší (1643–1724) – slovenský evangelický kněz, pedagog, literát a horolezec
- Samuel Augustini (1729–1792) – evangelický kněz, přírodovědec, geolog a historik
- Gergely Berzeviczy (1763–1822) – národohospodář, studoval na univerzitě v Göttingenu
- Johann Georg Schmitz (1765–1825) – evangelický kněz, pedagog a spisovatel
- Adalbert Hudak (1911–1986) – německý teolog, pedagog a politik